# Seznam rektorjev Univerze v Ljubljani
Seznam rektorjev Univerze v Ljubljani.
1. Josip Plemelj (1919/1920)
2. Rihard Zupančič (1920/1921)
3. Gregor Gojmir Krek (1921/1922)
4. Aleš Ušeničnik (1922/1923)
5. France Kidrič (1923/1924)
6. Karel Hinterlechner (1924/1925)
7. Leonid Pitamic (1925/1926)
8. Franc Ksaver Lukman (1926/1927)
9. Rajko Nahtigal (1927/1928)
10. Milan Vidmar (1928/1929)
11. Metod Dolenc (1929/1930)
12. Alfred Šerko (1930–1932)
13. Matija Slavič (1932–1934)
14. Fran Ramovš (1934–1935)
15. Maks Samec (1935–1937)
16. Rado Kušej (1937–1939)
17. Matija Slavič (1939–1941)
18. Milko Kos (1941–1945)
19. Alojz Král (1945–1946)
20. Anton Melik (1946–1950)
21. Gorazd Kušej (1950–1952)
22. Fran Zwitter (1952–1954)
23. Anton Kuhelj (1954–1956)
24. Božidar Lavrič (1956–1958)
25. Dolfe Vogelnik (1958–1961)
26. Makso Šnuderl (1961–1964)
27. Albert Struna (1964–1967)
28. Roman Modic (1967–1970)
29. Mirjan Gruden (1970–1973)
30. Janez Milčinski (1973–1976)
31. Ervin Prelog (1976–1978)
32. Slavko Hodžar (1978–1981)
33. Ivo Fabinc (1981–1985)
34. Ivan Kristan (1985–1987)
35. Polde Leskovar (1987)
36. Janez Peklenik (1987–1989)
37. Boris Sket (1989–1991)
38. Miha Tišler (1991–1995)
39. Alojz Kralj (1995–1998)
40. Jože Mencinger (1998–2005)
41. Andreja Kocijančič (2005–2009)
42. Radovan Stanislav (Stane) Pejovnik (2009–2013)
43. Ivan Svetlik (2013–2017)
44. Igor Papič (2017–2021)
45. Gregor Majdič (2021–)